# Geraecormobius indivisus
Geraecormobius indivisus is een hooiwagen uit de familie Gonyleptidae.